# Thazhecode
Thazhecode es una ciudad censal situada en el distrito de Kozhikode en el estado de Kerala (India). Su población es de 25116 habitantes (2011). Se encuentra a 14 km de Kozhikode.

## Demografía
Según el censo de 2011 la población de Thazhecode era de 25116 habitantes, de los cuales 12080 eran hombres y 13036 eran mujeres. Thazhecode tiene una tasa media de alfabetización del 96,21%, superior a la media estatal del 94%: la alfabetización masculina es del 97,80%, y la alfabetización femenina del 94,76%.